# Ма'а Нону
Ма'а Нону (енгл. Ma'a Nonu; 21. мај 1982) је професионални новозеландски рагбиста и један од најбољих центара на свету.

## Биографија
Висок 182 цм, тежак 107 кг, Нону игра на позицији број 12 - Први центар (енгл. Inside centre). У каријери је играо за Рикох Блек Ремс, Блузси, Хајлендерси и Хурикејнси пре него што је 2015. прешао у Рагби клуб Тулон. За репрезентацију Новог Зеланда је одиграо 99 тест мечева и постигао 145 поена. Играо је и за рагби 7 репрезентацију Новог Зеланда.